# Katarina Vreta
Katarina Vreta (serbisch-kyrillisch Катерина Врета; * 10. April 2002) ist eine serbische Leichtathletin, die sich auf den Sprint spezialisiert hat.

## Sportliche Laufbahn
Erste internationale Erfahrungen sammelte Katarina Vreta im Jahr 2018, als sie bei den U18-Balkan-Meisterschaften in Istanbul in 13,11 s den siebten Platz im 100-Meter-Lauf belegte. 2023 wurde sie bei der 2. Liga der Team-Europameisterschaft im Rahmen der Europaspiele in Chorzów mit der serbischen 4-mal-100-Meter-Staffel disqualifiziert und anschließend schied sie bei den U23-Europameisterschaften in Espoo mit 11,81 s in der ersten Runde über 100 Meter aus. Im Jahr darauf gelangte sie bei den Balkan-Meisterschaften in Izmir mit 24,46 s auf den vierten Platz im B-Lauf über 200 Meter und gewann mit der Staffel in 44,36 s die Silbermedaille hinter dem griechischen Team und stellte damit einen neuen Landesrekord auf.
2023 wurde Vreta serbische Meisterin in der 4-mal-100-Meter-Staffel.

## Persönliche Bestleistungen
- 100 Meter: 11,65 s (+0,1 m/s), 4. Juni 2023 in Belgrad
  - 60 Meter (Halle): 7,50 s, 30. Dezember 2023 in Belgrad
- 200 Meter: 24,03 s (−1,7 m/s), 30. Juli 2023 in Kraljevo
  - 200 Meter (Halle): 24,15 s, 20. Januar 2024 in Nyíregyháza